# Anarrhinum corsicum
Anarrhinum corsicum är en grobladsväxtart som beskrevs av Jordan och Fourr.. Anarrhinum corsicum ingår i släktet gapmunnar, och familjen grobladsväxter. Inga underarter finns listade i Catalogue of Life.